# 픽스트시스

픽스트시스

픽스트시스(Fixedsys)는 마이크로소프트 윈도우에서 지원하는 가장 오래된 로마자 글꼴이다.
‘픽스트시스’라는 이름은 고정된 체제(Fixed System)에서 따온 것이며 이는 이 글꼴이 고정폭 글꼴이기 때문이다. ‘픽스트 사이즈(Fixed size)’로 발음하기도 한다. 윈도우 1.0과 2.0의 기본 글꼴로 쓰였다. 그리고 윈도우 95, 98, ME의 메모장에서도 기본 글꼴로 쓰였으나 그 이후의 윈도에서는 루시다 콘솔(Lucida Console)이 메모장 기본 글꼴이 된다. 한국어 윈도에서는 글꼴 렌더링 문제 때문에 픽스트시스가 계속해서 기본 글꼴로 되었다.

## 같이 보기
- 픽스트시스 엑셀시어(Fixedsys Excelsior): 아랍 문자·키릴 문자 등도 지원하는 픽스트시스의 확장판.